# Кама, Кайдо
Кайдо Кама (эст. Kaido Kama) — эстонский политический деятель, министр юстиции (1992—1994), министр внутренних дел (1994—1995).
Родился 18 декабря 1957 года в Вильянди, там же окончил среднюю школу № 1 (1975).
Его мать Химма Кама (1923—2019) работала тренером по плаванию, отец Эндель Кама (1925—2017) — организатор конного спорта в Вильянди, судья по конному спорту республиканской категории.
В 1975—1976 гг. учился на архитектурном факультете Эстонской академии художеств.
В 1976—1982 гг. рабочий, в 1982—1990 гг. лесник Антслинского лесничества в Вырумаа.
В 1990 году был одним из основателей Эстонской консервативной народной партии, избран в Верховный Совет Эстонской ССР, председатель комитета по реформе собственности.
В апреле 1991 г. возглавил государственную временную комиссию по земельной реформе (комиссия Кайдо Кама).
С 1992 по 1999 год депутат Рийгикогу.
С 21.10.1992 по 04.11.1994 министр юстиции. С 23.05.1994 по 12.04.1995 министр внутренних дел. На момент назначения на министерский пост не имел диплома о высшем образовании.
В 1997—2004 гг. директор Института Вору.
В разное время работал советником премьер-министра, президента, Министерства обороны.
С апреля 2018 года — журналист газеты Postimees, писал статьи на тему экологии.
Автор книги:
- Ümbreilma reisikirä, ISBN 9985935616 Fontes, 2001 — Всего страниц: 224.

Лауреат литературной премии имени Бернарда Конгро (2002). Награждён Орденом Государственного герба IV степени (1998).
Кайдо Кама с 1980 по 1995 год был женат на Пилле Томсон. В этом браке родилось четверо детей: дочери Кярг и Пыйм, сыновья Суси, Пывват, Пикне и Мытус Лымаш.